# Océanides
 (mai 2015).
Si vous disposez d'ouvrages ou d'articles de référence ou si vous connaissez des sites web de qualité traitant du thème abordé ici, merci de compléter l'article en donnant les références utiles à sa vérifiabilité et en les liant à la section « Notes et références ».

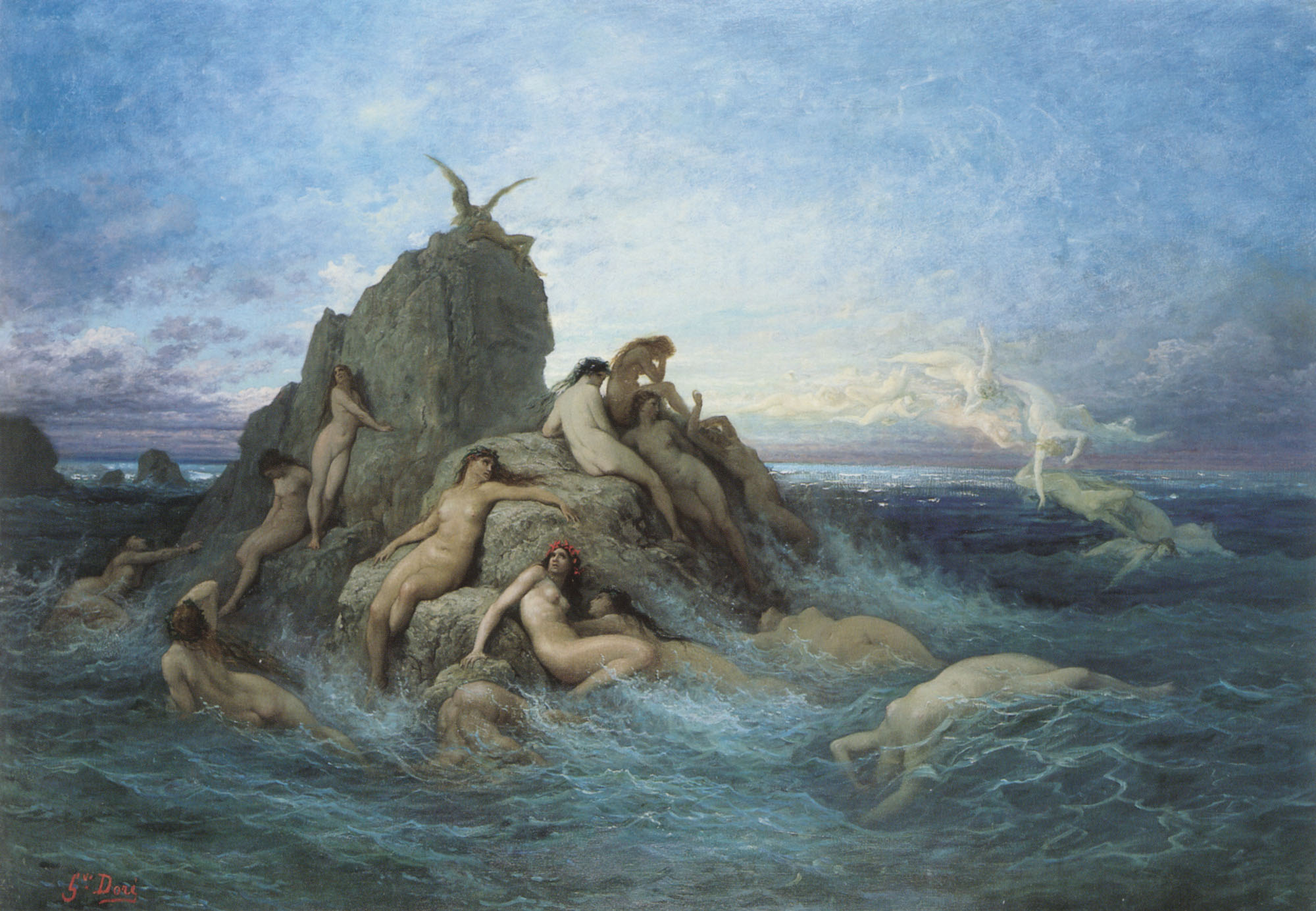
Les Océanides de Gustave Doré, 1860.

Dans la mythologie grecque, les Océanides, ou Océanines (du grec ancien Ὠκεανίδες / Ōkeanídes, pluriel de Ὠκεανίς (Ōkeanís)), sont des nymphes principalement rattachées au cours de leur père Océan. Elles sont parfois considérées comme les nymphes des fonds marins inaccessibles. Elles accompagnent leur mère, Téthys, couronnées de fleurs.

## Filiation et famille mythiques
Selon Hésiode, elles sont les filles d'Océan et de Téthys, au nombre de trois mille ; leur rôle est symétrique à celui de leurs frères, les dieux fleuves, qui sont également trois mille. Chacune était la gardienne d'un fleuve, d'un lac, bref d'un point d'eau particulier (cela concernait aussi les eaux du monde souterrain, voir par exemple Styx). Une autre de leur prérogatives divines consistait à veiller sur l'enfance des jeunes garçons, fonction reçue de la main de Zeus et qu'elles exerçaient en compagnie de leurs frères et d'Apollon.
Dans l’Hymne homérique à Déméter, elles forment le groupe des compagnes de jeu de Perséphone au moment de son enlèvement par Hadès, de même qu'Athéna et Artémis. Dans le Prométhée enchaîné d'Eschyle, elles forment le chœur, par fidélité au Titan supplicié, qui a épousé l'une d'entre elles, Pronoia.
Dans les traditions les plus reculées, notamment chez Hésiode, chez Eschyle ou dans les Hymnes homériques, les Océanides ont rang de déesses à part entière (et ce, au même titre que les Titanides de la seconde génération) et constituent un groupe clairement distinct des naïades, généralement regardées comme les filles des dieux fleuves ou bien de Zeus « pluvieux », et qui bénéficient d'une existence anormalement longue, mais non éternelle. Cette distinction tend, en revanche, à disparaître totalement chez les auteurs tardifs : dans les Dionysiaques, c'est toujours le terme de « naïade » que Nonnos utilise pour désigner les filles d'Océan et de Téthys (ainsi, Céto, épouse du dieu fleuve Hydaspe, Périboia, mère de la vierge-chasseresse Aura, ou les trois filles d'Océan prenant part au bain d'Artémis [chant VII]). De même, dans sa quatrième Géorgiques, Virgile place deux filles d'Océan, Clio et Béroé, parmi les naïades habitant un palais fluvial situé sous les eaux du fleuve Pénée, en compagnie de Cyrène, fille de ce dieu fleuve, et d'Aréthuse.

## Catalogue des Océanides

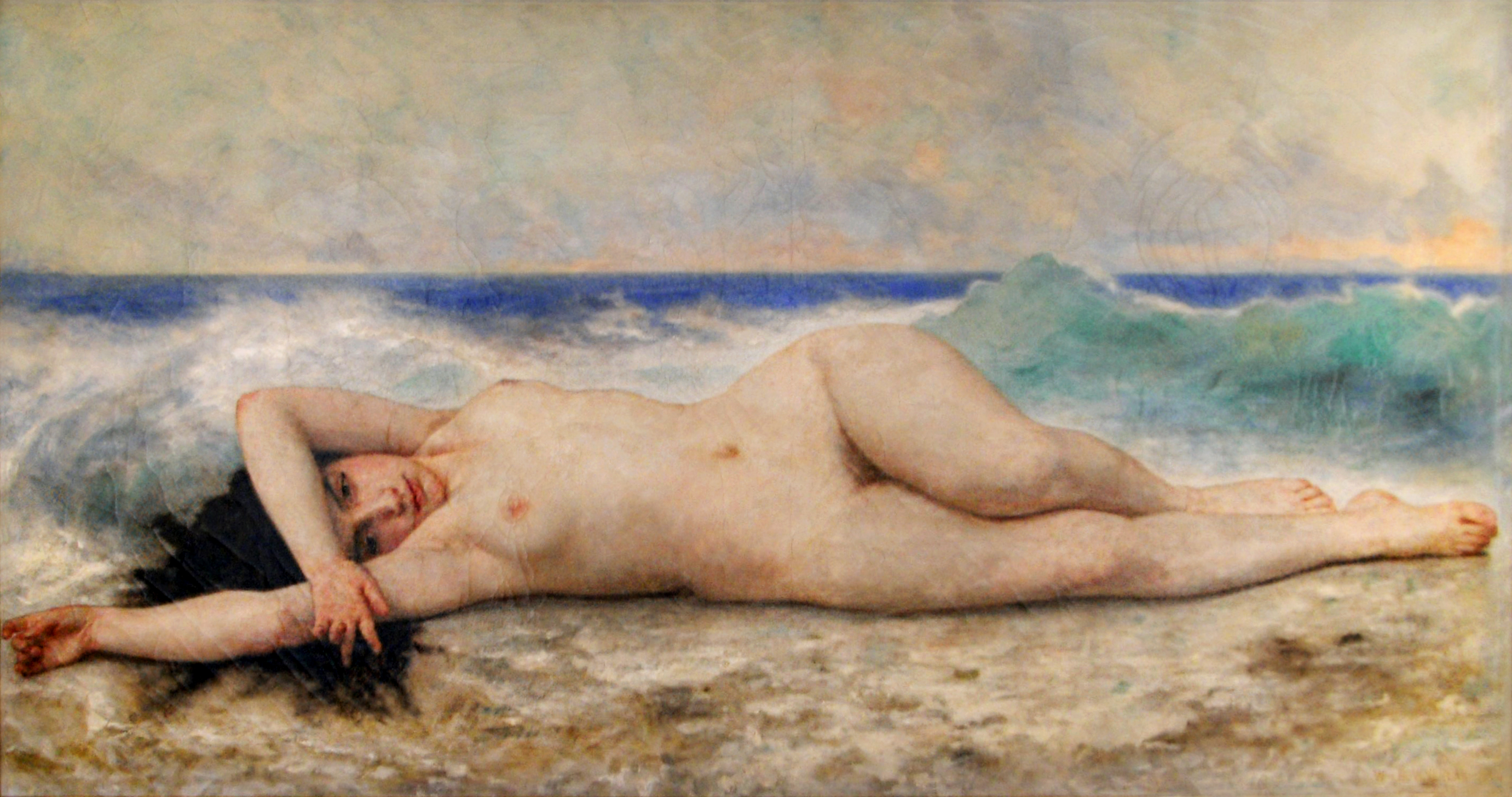
L'Océanide, par William Bouguereau en 1904.

Le catalogue le plus complet et le plus ancien est donné par Hésiode dans sa Théogonie, où il fait suite au « catalogue des dieux fleuves ». Fort de 41 noms, il devance ainsi les 21 noms de l’Hymne homérique à Déméter et les 17 noms des fragments orphiques. Plus tardivement, on trouve deux listes chez le pseudo-Apollodore (7 noms) et Virgile (17 noms).
Près de la moitié des noms cités par Hésiode ne se retrouvent chez aucun autre auteur, et aucun mythe ne leur est rattaché :
- Acaste
- Admète
- Amphiro
- Asia, épouse de Japet selon le pseudo-Apollodore
- Callirrhoé, épouse de Chrysaor et mère de Géryon et parfois aussi d'Échidna
- Calypso « la très-désirable », reine de l'île d'Ogygie, amante d'Ulysse (Homère en revanche la dit fille d'Atlas et non d'Océan tandis qu'Apollodore en fait une des Néréides)
- Cercéis « au doux caractère », « la charmante »
- Chryséis
- Clymène ou Clyméné, épouse de Japet selon Hésiode, épouse de Prométhée dans des traditions isolées, amante d'Hélios et mère de Phaéton selon Ovide et Nonnos
- Clytie, le Soleil tomba amoureux d'elle mais lui préféra finalement une autre, elle raconta au père de sa rivale les amours de sa fille
- Daïra, mère du héros éponyme de la ville d’Éleusis
- Dioné « l'Adorable », déesse agraire et oraculaire, également rangée parmi les Titanides, passait pour l'une des épouses de Zeus et pour la mère d'Aphrodite, ainsi que de Dionysos et d'Amphitrite selon certaines traditions isolées (Scholiaste de Pindare, entre autres…)
- Doris, épouse de Nérée, mère des Néréides
- Électre, épouse de Thaumas, mère d'Iris et des Harpies, ainsi que du dieu-fleuve Hydaspe selon Nonnos, appelée Ozomène par le pseudo-Hygin (Fables, XIV), rangée parmi les compagnes de Perséphone dans l’Hymne homérique à Déméter
- Eudore
- Europe
- Eurynomé, épouse d'Ophion puis de Zeus, mère des Charites, mère adoptive d'Héphaïstos
- Galaxaure ou Galaxauré
- Hippo
- Ianire ou Ianira
- Ianthé
- Idyie (aussi nommée Idya) « la savante », épouse du roi de Colchide Éétès, mère de la magicienne Médée et peut-être de la sœur aînée de cette dernière, Chalciope, voire de leur jeune frère Absyrte
- Mélobosis
- Ménestho
- Métis, ou la Prudence personnifiée, première épouse en date de Zeus, mère d'Athéna selon Hésiode, de Poros (l'Expédient) selon Platon
- Ocyrhoé
- Pasithoé
- Péitho ou la Persuasion personnifiée
- Persé ou Perséis, épouse d'Hélios, mère d'Éétès, de Persès, de Circé, de Pasiphaé et de Dilemma[8]
- Pétréa, Pétrée ou Pétraiè « la gracieuse », « la ravissante »
- Plexaure ou Plexauré
- Plouto ou Pluto « aux grands yeux », « aux yeux de génisse »
- Polydora « la belle », « à la noble figure »
- Prymno
- Rhodia
- Styx « la plus noble », l'aînée des Océanides, épouse du Titan Pallas et déesse du fleuve infernal éponyme
- Télesto « au voile jaune/de pourpre »
- Thoé
- Tyché ou la Fortune, rangée parmi les Océanides par Hésiode, ainsi que dans l’Hymne homérique à Déméter
- Uranie « semblable aux dieux », « d'apparence divine »
- Xanthé
- Zeuxo

En plus de la liste hésiodique, on trouve ces diverses figures considérées comme des Océanides selon les auteurs :
- Argie, épouse d'Inachos[9],
- Béroé, distincte de la suivante. Dans les Dionysiaques, Nonnos rapporte deux légendes contradictoires quant à l'origine de la nymphe orientale portant ce nom. Dans la version qualifiée de plus ancienne, elle est née au commencement du monde en même temps que la ville de Beyrouth, dont elle est la divinité poliade, et apparaît à ce titre comme la fille d'Océan et de Téthys. Dans la version « récente » rapportée juste après, elle est la fille d'Aphrodite et d'Adonis, et l'épouse de Poséidon, qui l'obtient en mariage de Zeus, après avoir disputé sa main à Dionysos,
- Béroé et Clio, compagnes de Cyrène[10],
- Caphira, nourrice de Poséidon[11],
- Céto, épouse du dieu fleuve Hydaspe dans l'une des deux traditions rapportées par Nonnos, la seconde lui attribuant plutôt pour femme la nymphe Astris, fille d'Hélios et de l'Océanide Clymène,
- Daeira, amante d'Hermès et mère d'Éleusis[12],
- Dodone, divinité de la ville et de l'oracle éponymes, parfois confondue avec Dioné, parfois distinguée de cette dernière[13],
- Éphyra ou Éphyre, fondatrice de la cité portant son nom, rebaptisée par la suite Corinthe, parfois donnée comme mère Éétès en lieu et place de Perséis[14],
- Éthra, amante d'Atlas, mère des Hyades et de Hyas[15],
- Hésione, épouse de Prométhée[16],
- Iaché[17],
- Libye[réf. nécessaire], sœur d'Asia[réf. nécessaire], mère, par Triton, de Calliste[18],
- Mélia, épouse du dieu fleuve Inachos, mère ou lointaine ancêtre de Io[19], dans d'autres traditions amante d'Apollon et mère de Ténéros et d'Isménos,
- Mélibée, épouse de Pélasgos, mère du roi-loup Lycaon[20],
- Ménippé[21],
- Mérope, mère de Phaéton et des Héliades[22],
- Néda, l'une des nourrices de Zeus enfant, avec Ithôme, citée par Callimaque comme la troisième née des Océanides après Styx et Phylira[Où ?],
- Néère[23],
- Némésis ou la Vengeance divine[24],
- Péribée, épouse du Titan Lélantos, mère de la vierge chasseresse Aura (la Brise)[25],
- Philyra, amante de Cronos, mère du centaure Chiron, d'Aphros et de Dolops[26],
- Pléioné, épouse d'Atlas, mère des sept Pléiades[27],[15],
- Pronoia, la Prévoyance, épouse de Prométhée[28]
- Théia, qui passait pour s'être unie avec son père Océan afin d'engendrer Passalos et Acmon, les deux Cercopes[29],
- Thrace, divinité éponyme de cette région[réf. nécessaire]. Les mythographes tardifs, citant Étienne de Byzance, lui prêtent un commerce amoureux avec Zeus qui la rend mère d'un fils nommé Bithynos.

Certaines « abstractions » personnifiées étaient fréquemment rangées parmi les Océanides, ainsi Métis (l'Intelligence rusée), Tyché (la Fortune ou le Hasard), Péitho (la Persuasion), toutes portées par Hésiode au nombre des filles d'Océan et Téthys. Idem de Némésis chez certains auteurs.